# Lacmellea floribunda
Lacmellea floribunda är en oleanderväxtart som först beskrevs av Poeppig, och fick sitt nu gällande namn av George Bentham och Hook. f.. Lacmellea floribunda ingår i släktet Lacmellea och familjen oleanderväxter. Inga underarter finns listade i Catalogue of Life.